# Lolita Davidovich
Lolita Davidovich (Lolita Davidoviæ, London, 15 juli 1961) is een Canadees actrice van Servisch- (vader) en Sloveens-Joegoslavische (moeder) afkomst. Zij won de prijs voor beste actrice op het Internationaal filmfestival van Tokio voor haar rol als Penny in de film Younger and Younger (1993). Ze werd genomineerd voor een Golden Satellite Award voor de televisiefilm Harvest of Fire (1996) en voor een Gemini Award in 2005 voor haar eenmalige gastrol in de televisieserie The Eleventh Hour.
Davidovich debuteerde in 1983 op het witte doek met een naamloos rolletje in Class. Dat bleek voor haar de eerste van ruim 35 films, meer dan 45 inclusief televisiefilms. Daarnaast speelde ze wederkerende rollen in verschillende televisieseries, hoewel zelden een personage dat in meer dan een handvol afleveringen voorkomt.
Davidovich trouwde in 1997 met de vijftien jaar oudere regisseur-scenarioschrijver Ron Shelton, met wie ze in 1999 dochter Valentina kreeg.

## Filmografie
*Exclusief 10+ televisiefilms
| - Sorry for Your Loss (2018) - The Longest Ride (2015) - Squatters (2014) - Smitty (2012) - September Dawn (2007) - Kill Your Darlings (2006) - Bye Bye Benjamin (2006) - September Dawn (2006) - Hollywood Homicide (2003) - Dark Blue (2002) - Play It to the Bone (1999) - Mystery, Alaska (1999) - Four Days (1999) - Touched (1999) - No Vacancy (1999) - Die Straußkiste (1999, alias Forever Flirt) - Gods and Monsters (1998) - Touch (1997) - Jungle 2 Jungle (1997) - Santa Fe (1997) - Salt Water Moose (1996) | - Now and Then (1995) - For Better or Worse (1995) - Cobb (1994) - Intersection (1994) - Younger and Younger (1993) - Boiling Point (1993) - Leap of Faith (1992) - Raising Cain (1992) - The Inner Circle (1991) - JFK (1991) - Love & Murder (1991) - The Object of Beauty (1991) - Blaze (1989) - The Big Town (1987) - The Pink Chiquitas (1987) - Adventures in Babysitting (1987) - Last Man Standing (1987) - Recruits (1986) - Blindside (1986) - Class (1983) |

## Televisieseries
*Exclusief eenmalige gastrollen
- How to Get Away with Murder - Sandrine Castillo (2018, vier afleveringen)
- Law & Order True Crime - Kitty Menendez (2017, vijf afleveringen)
- Shades of Blue - Linda Wozniak (2016, zeven afleveringen)
- Blood & Oil - Annie Briggs (2015, vier afleveringen)
- True Detective - Cynthia Woodrugh (2015, vier afleveringen)
- Backstrom - Louise 'Lou' Finster (2015, twee afleveringen)
- Good God - Virginia Hailwood (2012, acht afleveringen)
- Rizzoli & Isles - Melody Patterson (2011, twee afleveringen)
- ZOS: Zone of Separation - Mila Michailov (2009, zeven afleveringen)
- The L Word - Francesca Wolff (2004, vier afleveringen)
- The Guardian - Victoria Little (2003-2004, twee afleveringen)
- The Agency - Avery Pohl (2002-2003, vijf afleveringen)
- Beggars and Choosers - Francesca (2001, twee afleveringen)
- Duckman: Private Dick/Family Man - Angela (1994-1996, twee afleveringen)

- Bibsys: 3088447
- Biblioteca Nacional de España: XX1105065
- Bibliothèque nationale de France: cb14025597x (data)
- Gemeinsame Normdatei: 141796308
- International Standard Name Identifier: 0000 0000 8398 2476
- Library of Congress Control Number: n92078444
- Nationale Bibliotheek van Tsjechië: pna2007370876
- Nationale Bibliotheek van Israël: 987007422747405171
- Nationale Bibliotheek van Polen: a0000001739778
- Nederlandse Thesaurus van Auteursnamen: 255732627
- SNAC: w6p857pj
- Système universitaire de documentation: 060230673
- Virtual International Authority File: 85112126
- WorldCat: E39PBJpjg8x7VGBYV3KfQ3HV4q